# François Regnart
François Regnart fou un compositor nascut a Douai en la primera meitat del segle XVI- Era el germà gran d'en Jacob Regnart (1540-1599) i molt inferior a ell.
Sembla que fou mestre de capella de la catedral de Tournai, funcions les quals, potser, desenvolupà molt poc temps, entrant després al servei de l'arxiduc Maties.
Deixà algunes Misses a 3, 4 i 5 veus (Anvers, 1582), i Cinquante chansons à quatre et cinq parties.
Els seus germans Charles i Pascasi, també foren músics i només són coneguts per una col·lecció de cançons en les que figuren com a autors amb en Françoise i Jacob, (Douai, 1590).